# Лампертгайм
Лампертгайм (нім. Lampertheim) — місто в Німеччині, знаходиться в землі Гессен. Підпорядковується адміністративному округу Дармштадт. Входить до складу району Бергштрасе.
Площа — 72,3 км2. Населення становить 32 660 ос. (станом на 31 грудня 2020).
У місті знаходився радіопередавач, з якого у 1950-х рр. транслювалися передачі Радіо Вільна Європа / Радіо Свобода, які записувалися на магнітну стрічку у студії радіостанції в Мюнхені, Баварія. 

## Галерея

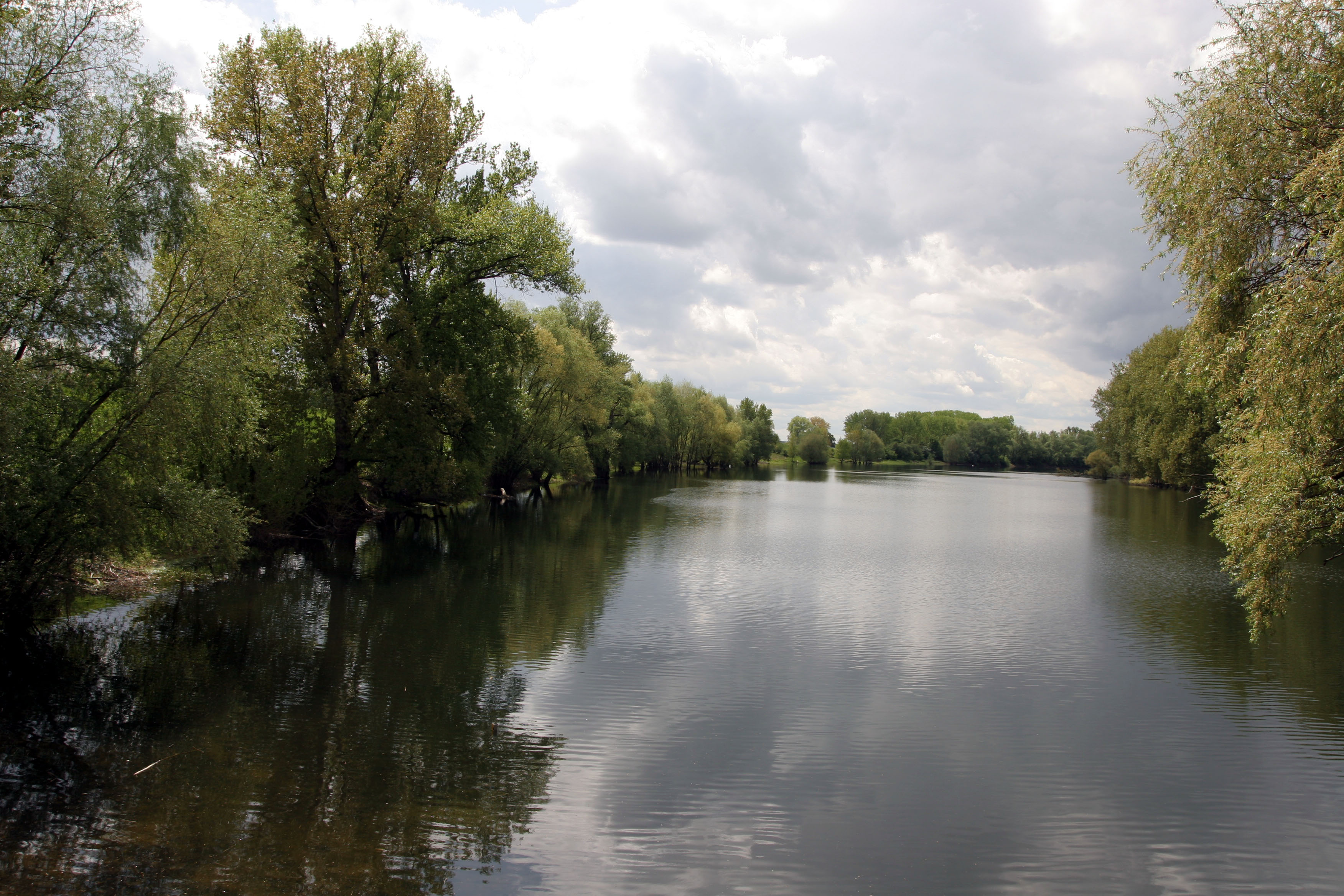
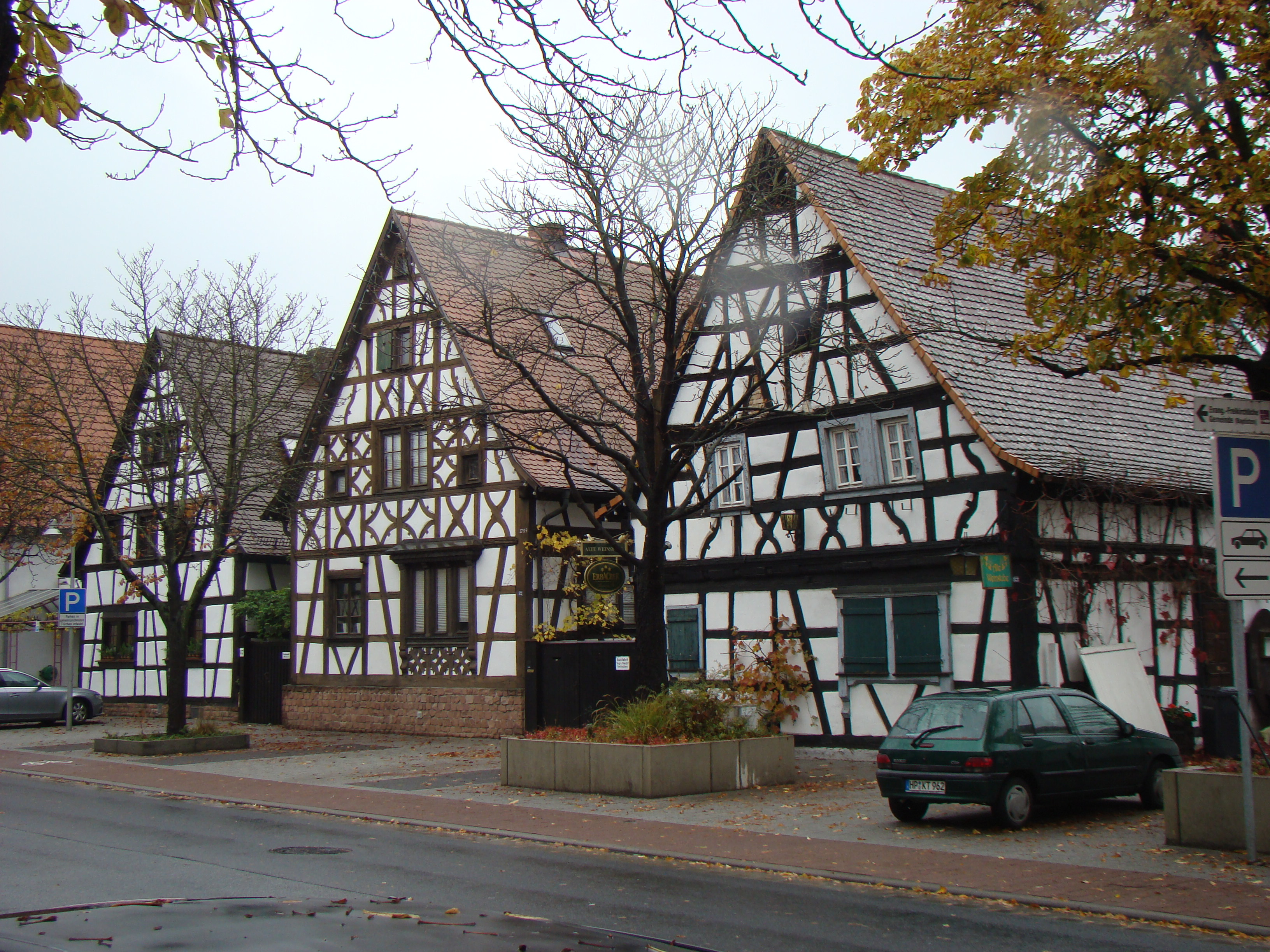
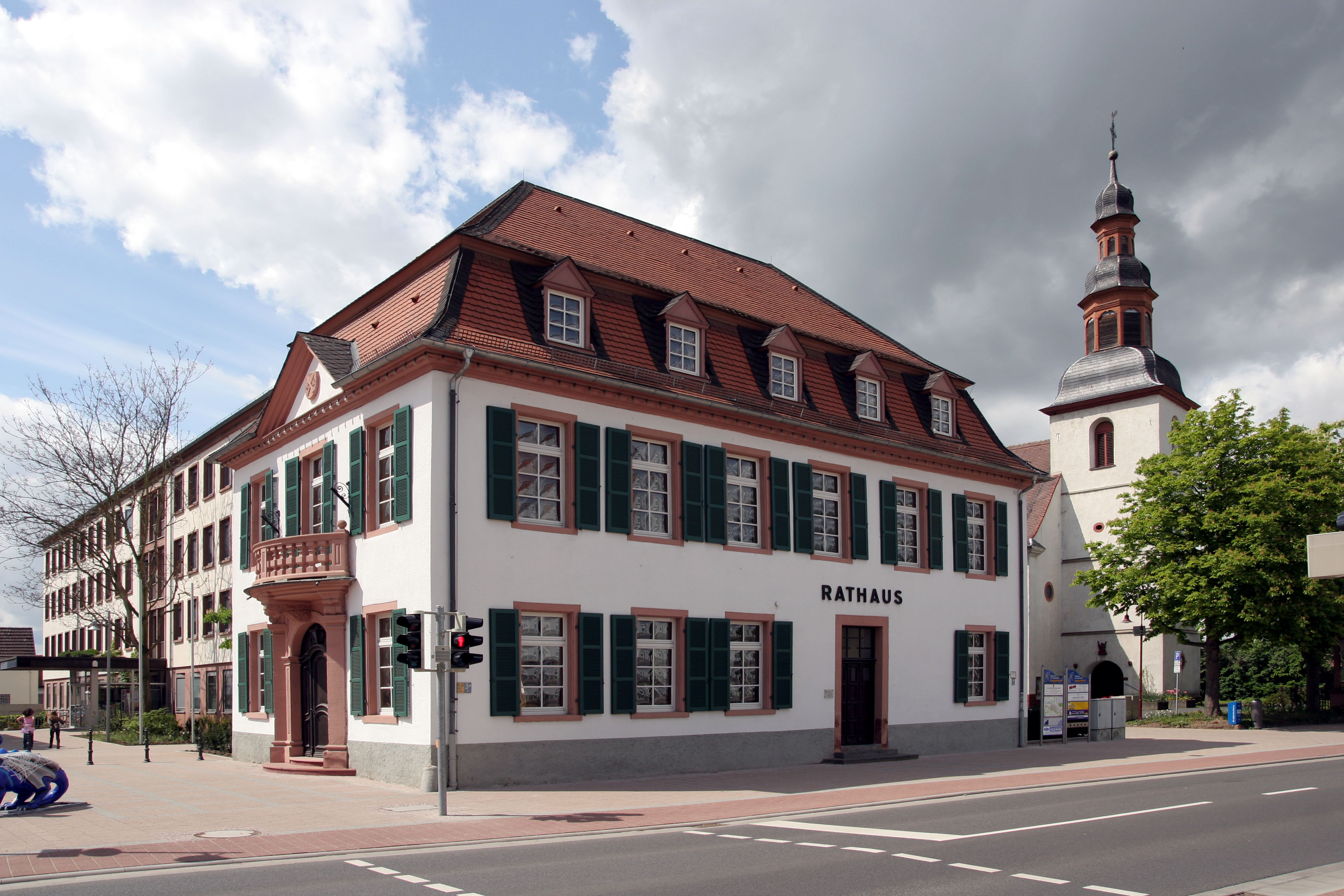

## Відомі уродженці
- Каролін Леонгардт (1984) — німецька веслувальниця, олімпійська чемпіонка.
- Клаус Шлаппнер (1940) — німецький футбольний тренер.